# Terastia meticulosalis
Terastia meticulosalis is een vlinder uit de familie van de grasmotten (Crambidae), uit de onderfamilie van de Spilomelinae. De wetenschappelijke naam van deze soort is voor het eerst voorgesteld door Achille Guenée in een publicatie uit 1854.

## Ondersoorten
- Terastia meticulosalis meticulosalis Guenée, 1854
- Terastia meticulosalis occidentalis Sourakov & Grishin, 2022

## Verspreiding
De soort komt voor in de Verenigde Staten, Cuba, Jamaica, de Dominicaanse Republiek, Puerto Rico, Saint Lucia, Honduras, Nicaragua, Costa Rica, Ecuador, Peru en Argentinië.

## Waardplanten en levensloop
De rups leeft op soorten van het geslacht Erythrina (Koraalboom), waaronder Erythrina herbacea, Erythrina sandwicensis, Erythrina fusca en Erythrina crista-galli. De eitjes worden meestal afzonderlijk afgezet aan de punt van de tak, of waar de bladsteel aan de stengel vastzit, of tussen de bloemknoppen of bonenpeulen (afhankelijk van het seizoen). De eitjes zijn wit, vormloos en zacht. De jonge rupsen graven zich in in de stengel, de bloem, de peul of in de bladsteel en zijn bruinachtig wit met een zwarte kop. Rupsen van de lentegeneratie voeden zich met zaden en worden roze voordat ze verpoppen. Rupsen van de zomer- en herfstgeneratie voeden zich in de stengel en verkleuren niet. De pop is lichtbruin en zit in een dubbel-gelaagde cocon. De vlinders van de lentegeneratie zijn ongeveer 20% groter dan die van de zomer- en herfstgeneratie.

## Vliegtijd
In Florida vliegen de vlinders het hele jaar, in Arizona vanaf juni.